# Temenuga Island
Temenuga Island (englisch; bulgarisch остров Теменуга ostrow Temenuga) ist eine 620 m lange und 450 m breite Insel vor der Nordwestküste der Anvers-Insel im Palmer-Archipel vor der Westküste der Antarktischen Halbinsel. Sie liegt 0,66 km nordöstlich des Quinton Point an der Goten-Halbinsel. Von Kalotina Island ist sie nach Westen durch eine 140 m breite Passage getrennt.
Britische Wissenschaftler kartierten sie 1980. Die bulgarische Kommission für Antarktische Geographische Namen benannte sie 2013 nach Ortschaften im Norden und Süden Bulgariens.